# Taenioides mordax
Taenioides mordax es una especie de pez de la familia de los Gobiidae en el orden de los Perciformes.

## Morfología
- Número de  vértebras: 28

## Hábitat
Es un pez de clima tropical y bentopelágico.

## Distribución geográfica
Se encuentra en Australia.

## Observaciones
Es inofensivo para los humanos. 